# Maxeys
Maxeys – miasto w Stanach Zjednoczonych, w stanie Georgia, w hrabstwie Oglethorpe.